# Islote Sussy
Die Islote Sussy (spanisch) ist eine kleine Insel vor der Danco-Küste des Grahamlands auf der Antarktischen Halbinsel. Im Lientur-Kanal liegt sie 1,2 km nordwestlich der Landspitze Punta Valparaíso, die ihrerseits den südlichen Ausläufer der Lemaire-Insel bildet.
Wissenschaftler der 5. Chilenischen Antarktisexpedition (1950–1951) benannten sie nach Susana Hiriart „Sussy“ Suárez, Ehefrau des späteren Admirals Victor Bunster del Solar, Kapitän der Lautaro bei dieser Forschungsreise.